# Nephodia acrinaria
Nephodia acrinaria är en fjärilsart som beskrevs av Walker 1862. Nephodia acrinaria ingår i släktet Nephodia och familjen mätare. Inga underarter finns listade i Catalogue of Life.